# 高橋三郎 (無教会)
高橋 三郎（たかはし さぶろう、1920年10月20日 - 2010年6月24日）は、無教会主義の独立伝道者。キリスト教無教会精神によって設立された、島根県のキリスト教愛真高校の創立責任者。

## 経歴
日本統治時代の朝鮮の忠清南道生まれ。1945年東京帝国大学工学部卒、1948年恵泉女学園高等学校教師、1950年昭和女子大学助教授、1954年東京大学教養学部卒、同大学院で西洋古典を学ぶ。1955年から1958年まで西ドイツ・マインツ大学大学院博士課程、1958年神学博士。始めに三谷隆正の元で聖書を学び、三谷亡きあと矢内原忠雄に師事してその聖書集会に列席した。無教会高橋聖書集会責任者。月刊誌『十字架の言』編者。内村鑑三から3世代目に当たる無教会主義の中心人物。
2010年6月24日、肺炎のため死去。

## 著書
- ロマ書講義 第1-5（山本書店 1960年-1971年）
- ルターの根本思想とその限界（山本書店 1960年）
- ドイツから見た日本（山本書店 1961年）
- キリスト者の政治的参与（待晨堂〈待晨新書〉1967年）
- 無教会精神の探究 無教会と教会の対話を求めて（新教出版社（今日のキリスト教双書） 1970年）
- 絶望と希望 若人に語る（教文館（現代キリスト教双書） 1970年）
- キリスト信仰の本質 イエスからパウロへ（新教出版社 1971年）
- 福音信仰の政治性（教文館 1971年）
- 生命の原点（新教出版社（原点双書） 1971年）
- 抵抗と服従の原点（教文館 1972年）
- 歴史を担うもの 内村精神の展開（キリスト教夜間講座出版部 1972年）
- 夢と現実主義（新教出版社（原点双書） 1972年）
- ヨハネ伝講義（待晨堂 1970年-1972年）
- 地を嗣ぐ者（教文館 1973年）
- 共観福音書概説（新教出版社 1973年）
- 教会の起源と本質（新教出版社（今日のキリスト教双書） 1975年
- 挫折と新生（教文館（現代キリスト教双書） 1975年
- 主体性の基盤（新教出版社（原点双書） 1975年
- 地の塩となった人々 わが師・わが友（教文館 1976年）
- 神の国と地の国（創文社 1977年10月）
- 戦いの視点 新教出版社 1977年8月）
- 王としてのイエス マルコ福音書の使信　教文館 1978年4月）
- ほんとうの生き方（教文館 1979年5月）
- なぜ無教会か（教文館 1980年7月）
- 青年期の課題 創文社 1981年8月）
- 結婚と家庭（教文館 1981年7月）
- 世界の福音（新地書房 1982年1月）
- 地の塩となった人々 続（教文館 1983年11月）
- 荒野の福音（新地書房 1983年10月）
- 新稿ロマ書講義（山本書店 1983年-1984年）
- 担いたもう神（小綬鶏社 1984年12月）
- 苦難の証し人（聖山社 1985年10月）
- 人生の選択 小綬鶏社 1985年3月）
- 戦後四十年（教文館 1986年10月）
- ダビデの歌 詩篇第1篇〜第41篇講義（教文館 1986年6月）
- 使徒行伝講義（教文館 1987年12月）
- マタイ福音書講義（教文館 1990年-1993年）
- あなたはどこにいるか 福音を若人のもとへ 正続（教文館 1990年-1992年）
- 無教会とは何か（教文館 1994年9月）
- 新約聖書の世界（教文館 1994年1月）
- ガラテヤ書講義（教文館 1995年6月）
- 第一テサロニケ書講義・病床雑感（教文館 1996年2月）
- 高橋三郎著作集 全11巻（佐藤全弘、武田武長、熊川忠編 教文館 2000年）
- 高橋三郎著作集 最終巻（佐藤全弘、月本昭男、熊川忠編 教文館2012年）
- 真理の受肉 週ごとの言葉（教文館 2004年7月）
- 真理探究の旅 週ごとの言葉（教文館 2005年12月）

## 共編著
- 真理の人　三谷隆正先生（山田幸三郎、藤本正高、ほか共著 待晨堂〈待晨新書〉1964年）
- 沖縄問題とキリスト者の責任（新崎盛暉、川平朝清共著 聖燈社 1970年）
- ルターと内村鑑三（日永康共著 教文館 1987年5月）
- キリスト信徒の生と死（教文館 1989年1月）
- 仰瞻・沖縄・無教会（島崎暉久共著 証言社 1997年8月）
- 性と結婚の奥義（島崎暉久、尾形松寿共著 証言社 1997年8月）
- 現代の危機と無教会（島崎暉久、佐藤全弘共著 証言社 2001年8月）
- 昭和天皇と現代（島崎暉久共著 証言社 2004年11月）
- 真理の深奥に迫る ー 小谷純一・パウロ・ヨハネ ー（島崎暉久共著 証言社 2006年7月）
- 憲法改正の根底にあるもの（島崎暉久、坂巻隆男共著 証言社 2006年12月）
- 闇を貫くこの真実 ー 食糧危機・福音・邪教 ー（島崎暉久共著 証言社 2007年5月）
- 歴史の中枢 ー イエス・溝口正・内村鑑三 ー（島崎暉久、佐藤全弘共著 証言社 2007年12月）
- 人間存在の根源（島崎暉久共著 証言社 2008年11月）
- エロヒム歌集 詩篇第42篇〜第72篇講義（月本昭男共著 教文館 2008年11月）
- 万人に迫る主の恵み（島崎暉久共著 証言社 2009年6月）
- 新約聖書の構造（島崎暉久、佐藤全弘共著 証言社 2010年3月）
- 敗北の勝利 ー 『十字架の言』が証しするもの ー （高橋聖書集会編　聖山社 1991年７月）ーーこれは高橋三郎の共編著ではなく、『十字架の言』発行300号を記念した高橋聖書集会が編集した文集だが、長女・恵の死の報告とそれをめぐる高橋と三女の信仰告白が述べられている貴重なもの。ここで語られていることは著作集のなかでも取り上げられているとはいえ、この著書のなかの文脈でとらえることには特別な意味がある。長女・恵の死を受け止めることは、高橋三郎の信仰と生き方に他の何ものにも替えようのない深い影響を与えた[2]。

## 翻訳
- ヒルティ著作集 第10巻 人間教育（白水社 1959年）
- 日本の無教会運動（エミール・ブルンナー 矢内原忠雄共訳 嘉信社 (山鳩叢書） 1959年12月）
- ヨハネの黙示録 翻訳と註解（エドワルド・ローゼ 三浦永光共訳 NTD新約聖書註解刊行会 1974年）
- テモテへの手紙・テトスへの手紙・ヘブライ人への手紙 翻訳と註解（ヨアキム・エレミアス、ヘルマン・シュトラートマン 泉治典、大友陽子、木幡藤子、関根正雄共訳 NTD新約聖書註解刊行会 1975年7月）
- 公同書簡 翻訳と註解（ヨハネス・シュナイダー 安達忠夫、大友陽子、斎藤顕、杉山好、松本武三共訳 NTD新約聖書註解刊行会 1975年3月）
- マルコによる福音書 翻訳と註解 E.シュヴァイツァー NTD新約聖書註解刊行会 1976年12月）
- パウロ小書簡 翻訳と註解（P.アルトハウス、H.W.バイヤー、H.コンツェルマン、G.フリードリヒ、A.エプケ 泉治典、大島智夫、小林[テツ]郎、杉山好、松田伊作、森田外雄共訳 NTD新約聖書註解刊行会 1979年8月）
- はじめの愛 すべてはキリストのため（バジレア・シュリンク 教文館 1983年4月）
- 神の現実 20世紀に体験した神の奇跡（バジレア・シュリンク 大友陽子共訳 第4版 カナン出版 1995年5月）

## 参考資料
- 「王としてのイエス」著者略歴